# Amélie Fléchais
Amélie Fléchais est une autrice de bande dessinée française née au Mans le 23 décembre 1989.

## Biographie
Originaire du Mans, Amélie Fléchais passe un an aux Beaux-arts d'Angoulême puis elle intègre l'École supérieure des arts appliqués et du textile (Esaat) de Roubaix, où elle obtient un diplôme en cinéma d'animation. En parallèle de sa carrière dans la bande dessinée, elle est conseil pour Dreamworks. Elle a aussi travaillé en tant que concept artiste sur le film d'animation Le chant de la mer. L'artiste se déclare profondément influencée par Harry Potter,. Dans ses travaux, elle emploie des méthodes classiques, comme l'encre et la gouache avec des retouches par informatique. L'artiste s'installe à Clisson.
Son premier album est publié en 2013 par Soleil Productions : Chemin perdu. L'année suivante, elle livre Le petit Loup Rouge pour Ankama Éditions, qui inverse le conte du Petit chaperon rouge,. En 2015, elle réalise L'Homme montagne sur un scénario de Séverine Gauthier pour Delcourt.
Elle s'associe avec Jonathan Garnier pour entreprendre, à partir de 2017, la série Bergères Guerrières (Glénat) ; l'album porte sur des villageoises qui, dans un village où les hommes sont absents, ont fondé un corps de bergères guerrières pour se protéger. Cette narration « médiéval fantastique » se déroule dans « un univers celtique, saupoudré d'une légère dose de fantastique ». La série présente une tonalité féministe et humoristique.

## Œuvres
- Chemin perdu (scénario, dessin et couleurs), Soleil Productions, coll. Métamorphoses, 2013  (ISBN 978-2-302-03050-3)
- Le petit Loup Rouge (scénario, dessin et couleurs), Ankama Éditions, 2014  (ISBN 978-2-359-10405-9)
- L'Homme montagne[8] (dessin et couleurs), scénario de Séverine Gauthier, Delcourt, coll. Jeunesse, 2015  (ISBN 978-2-7560-5439-1)
- Bergères Guerrières (dessin et couleurs), co-scénarisé avec Jonathan Garnier, Glénat, coll. Tchô ! L'aventure...

1. La relève[9], 2017  (ISBN 978-2-344-01645-9)
2. La menace[10], 2018  (ISBN 978-2-344-02409-6)
3. Le périple[11], 2019  (ISBN 978-2-344-03423-1)
4. L'abîme[12], 2021  (ISBN 978-2-344-04217-5)

## Récompenses
Fauve jeunesse 8 - 12 ans du Festival d'Angoulême 2022 pour Bergères Guerrières tome 4. L'Abîme, partagé avec Jonathan Garnier.